# Eufemio Cabral
Eufemio Raúl Fernández Cabral (Assunção, 21 de março de 1958) é um ex-futebolista profissional paraguaio, que atuava como meia.

## Carreira
Eufemio Cabral fez parte do elenco da Seleção Paraguaia de Futebol da Copa do Mundo de 1986 